# 六斑二齒魨
六斑刺鲀又名六斑二齒魨（学名：Diodon holocanthus）为輻鰭魚綱魨形目二齒鲀科的一種，俗名刺龟、刺規、刺乖。该物种的模式产地在印度。

## 分布
本魚分布全球各大洋亞熱帶海域。

## 棲息深度
水深0至170公尺。

## 特徵
本魚體短寬，口內上下頷各具一枚發達的齒板，全身密布由鱗片特化的強棘。棘刺較長，身上密布小黑點並具6塊深褐色的大斑。與柴氏刺魨相似，但後者的大斑具白緣，且胸期與眼間具斑塊。背鰭軟條13至15枚；臀鰭軟條13至15枚，體長可達50公分。

## 生態
本魚棲息於珊瑚礁、岩礁、河口、潟湖，游速慢，遇攻擊時會吸入大量海水將身體鼓脹成圓球狀，並豎起棘刺。屬肉食性，在夜間活動，以軟體動物、海膽、甲殼類、螺為食，使用喙和上顎上的板來壓碎獵物為食，春末夏初的繁殖期會大量聚集，在黎明或黃昏時，成對或成群在水面產卵。

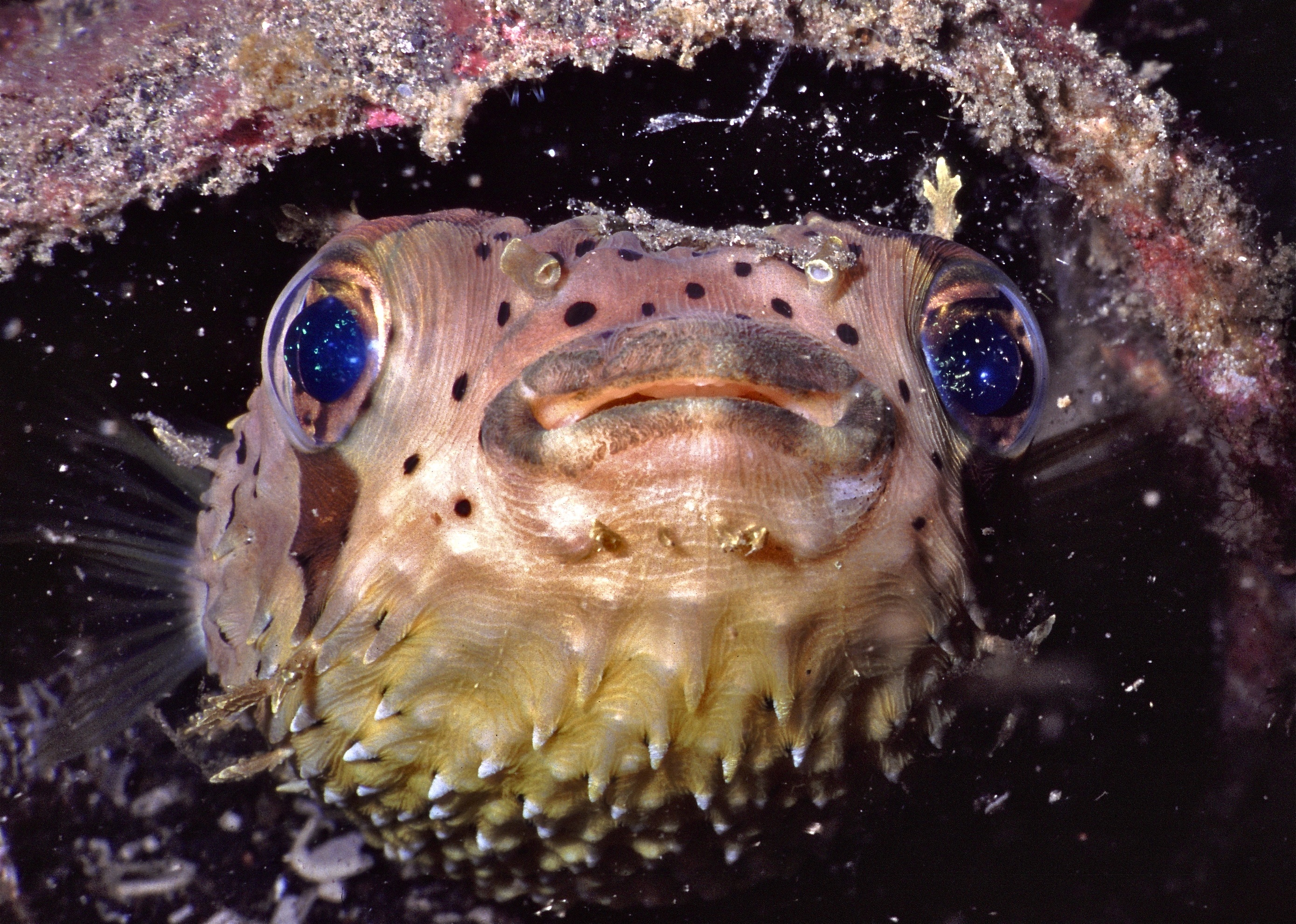
一尾六斑二齒魨躲在印尼倫貝海峽的珊瑚礁

## 經濟利用
不宜食用，其内脏和生殖腺有毒。可做為觀賞魚。

## 图片

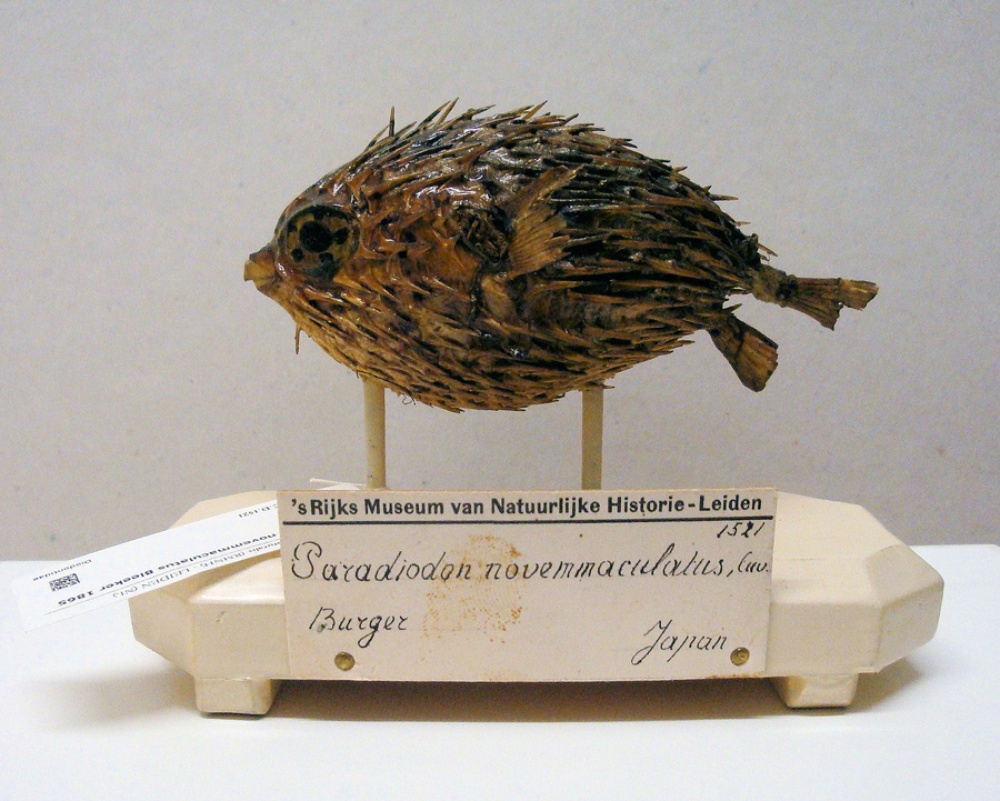
博物館的標本
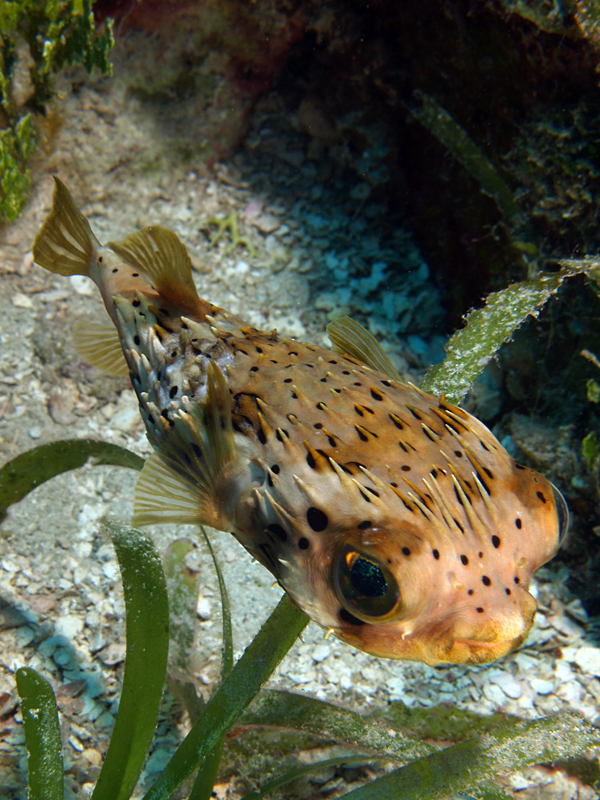
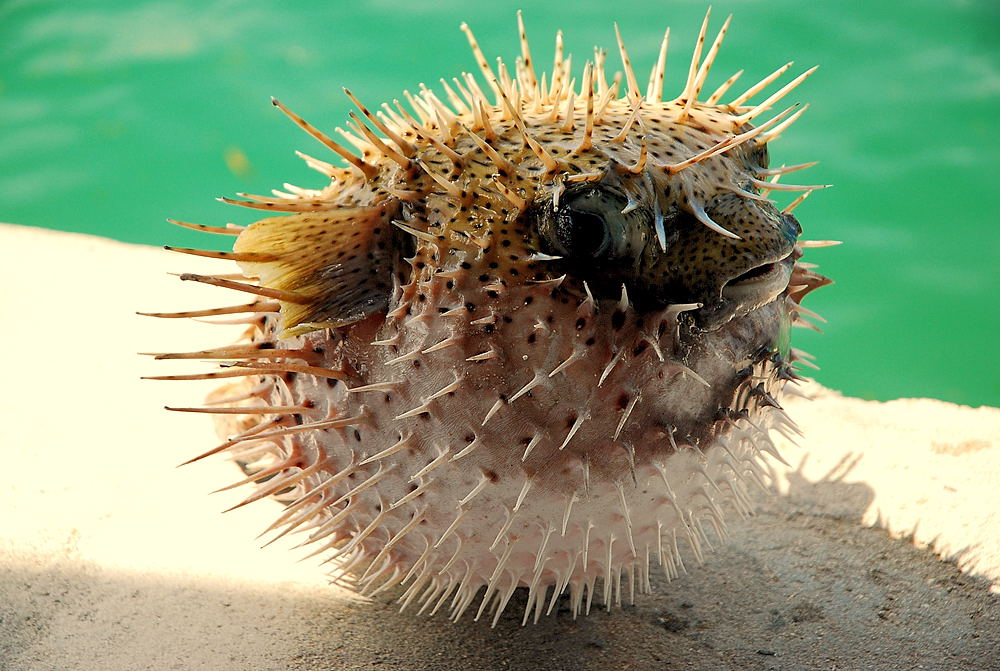
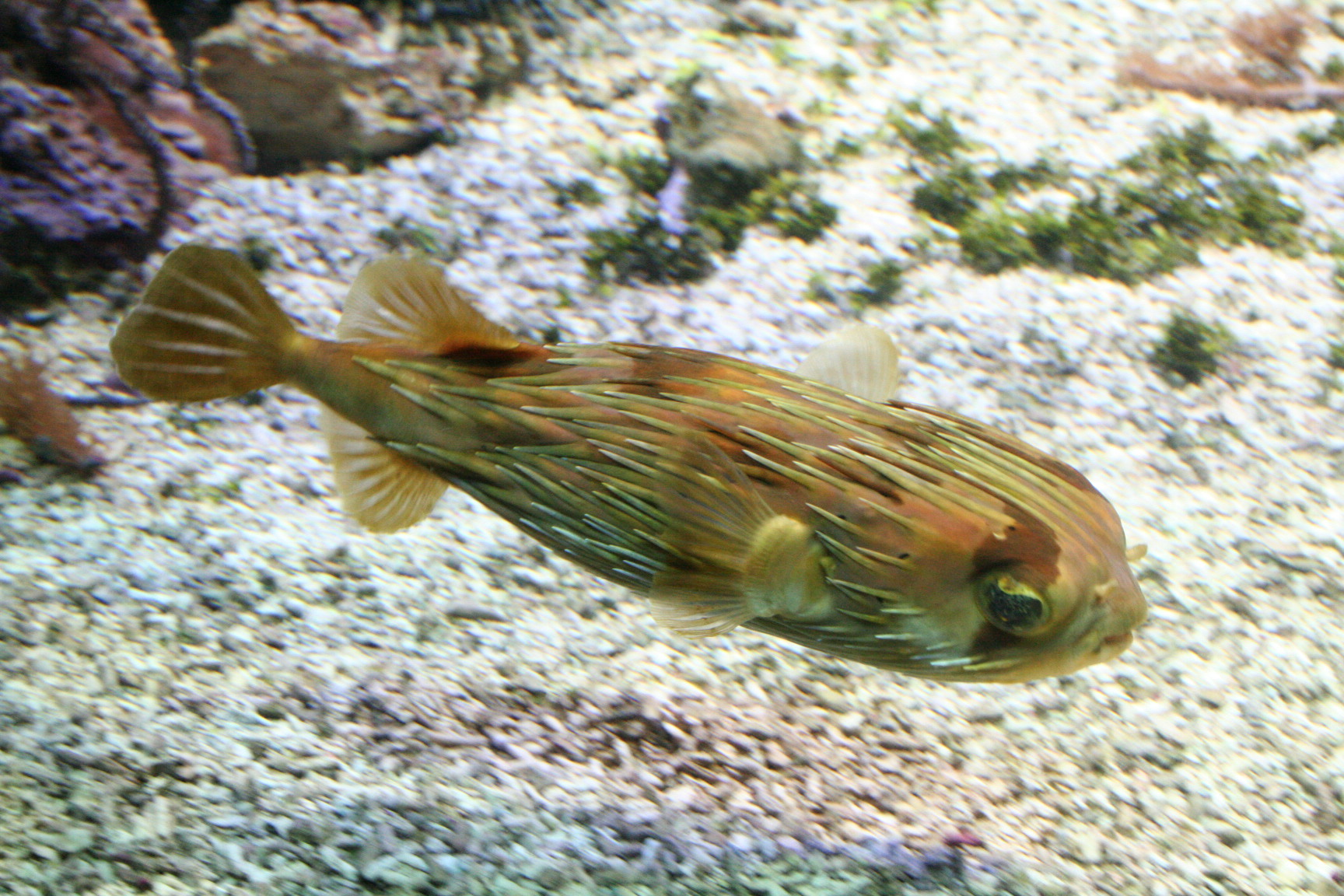